# الانتخابات التمهيدية الرئاسية لحزب الإصلاح 2000
بعد الأداء المثير للإعجاب الذي قدمه روس بيرو خلال الانتخابات الرئاسية عام 1996، أصبح حزب الإصلاح في الولايات المتحدة الأمريكية أكبر حزب ثالث في البلاد. كان من حق مرشح الحزب الرئاسي لعام 2000 الحصول على 12.5 مليون دولار (حوالي 21 مليون دولار في عام 2023) من الأموال المطابقة. تنافس على الترشيح عدد من المرشحين البارزين، بما في ذلك الرئيس المستقبلي دونالد ترامب، وبات بوكانان، والفيزيائي جون هاغلين. لفترة وجيزة، كان من الممكن اعتبار عضو الكونغرس جون بي. أندرسون وعضو الكونغرس رون بول، اللذين سبق وأن خاضا حملات انتخابية للرئاسة في عامي 1980 و 1988 على التوالي، مرشحين محتملين. وفي نهاية المطاف، رفض كل من أندرسون وبول الترشح.
حظي مرشحو الحزب لعام 2000 بقدر كبير من الاهتمام الإعلامي، وخاصة بعد أن أدى النزاع في المؤتمر الوطني للحزب في لونغ بيتش (كاليفورنيا)، إلى الانشقاق وتشكيل فصيل متمرد. رفض أنصار الفيزيائي جون هاغلين قبول بات بوكانان رئيسًا للحزب، ونظموا انسحابًا تم بثه على الهواء مباشرة على شاشات التلفزيون.
وفي نهاية المطاف، قررت المحكمة أن بوكانان هو مرشح الحزب، ومع ذلك، فإن الدراما المحيطة بالمؤتمر يُنسب إليها في كثير من الأحيان الفضل في سقوط حزب الإصلاح. وفي نهاية المطاف، غادر روس بيرو، وجيسي فنتورا، وبات بوكانان، ودونالد ترامب، وأعضاء آخرون رفيعو المستوى الحزب بعد انتخابات عام 2000.

## الحملة

### دخول بوكانان السباق
خلال الانتخابات التمهيدية الرئاسية للحزب الجمهوري عام 1992، حقق المعلق بات بوكانان نتائج جيدة للغاية وحصل على 22.96% من إجمالي الأصوات. خلال حملته الانتخابية عام 1996، أمضى بوكانان فترة وجيزة باعتباره المرشح الأوفر حظا في السباق الجمهوري؛ حيث فازت حملته في أربع ولايات، بما في ذلك نيو هامبشاير، وألاسكا، وميسوري، ولويزيانا. عاد بوكانان إلى السباق الرئاسي في عام 2000، على أمل أن يكون المرشح الرئيسي لحملة "إيقاف بوش". ومع ذلك، فقد كان يُنظر إليه بشكل أقل استحسانًا من قبل زملائه الجمهوريين، وواجه صعوبة في الحصول على المركز الخامس خلال استطلاع رأي أجرته ولاية أيوا.
أطلق عضو حزب الإصلاح ويليام فون راب حركة "تجنيد بوكانان"، وفي أكتوبر 1999 أعلن بوكانان رحيله عن الحزب الجمهوري، ووصفه (إلى جانب الديمقراطيين) بأنه "حزب حزام (Beltway)". وأعلن أنه سيسعى للحصول على ترشيح حزب الإصلاح للرئاسة، وسعى على الفور إلى التحالف مع "فصيل روس فيرني" في الحزب. أعرب البعض في حزب الإصلاح عن مخاوفهم من أن بوكانان، المُناهض للإجهاض (pro-life) والمُناهض للمثليين، قد يحرك الحزب عن غير قصد إلى أقصى اليمين. خلال اجتماع مع قيادة حزب الإصلاح في منزل بات تشووت في واشنطن العاصمة، أكد بوكانان لنخبة الحزب أن حملته لن تعالج القضايا الاجتماعية، بل ستركز بدلاً من ذلك على السياسة الاقتصادية.
في الوقت الذي دخل فيه بوكانان السباق، كان حزب الإصلاح غارقًا في عداوة بين أنصار روس بيرو وحاكم مينيسوتا المنتخب حديثًا جيسي فنتورا، والذي ترددت شائعات حول تفكيره في الترشح للرئاسة على بطاقة الحزب في عام 2004، باعتباره أعلى مسؤول منتخب في حزب الإصلاح. انضمت حملة بوكانان على الفور إلى فصائل متنوعة داخل الحزب، بما في ذلك روس فيرني والماركسية لينورا فولاني.
في 12 نوفمبر 1999، أعلنت فولاني تأييده الرسمي لبوكانان، قائلاً: "سنعمل على دمج جيشه الفلاحي. وسنعمل على ضم السود واللاتينيين والمثليين والليبراليين إلى هذا الجيش... سأصطحب بات بوكانان إلى شارع 125 في هارلم. وسنتناول الغداء في مطعم سيلفيا. وسأصطحبه ليتحدث في شبكة العمل الوطني التي يرأسها القس شاربتون". وأصبحت فولاني رئيسًا مشاركًا لحملة بوكانان.
وفي الوقت نفسه، بدأت حملة بوكانان تكتسب الدعم بين القوميين البيض. وقد حصل على تأييد زعيم كو كلوكس كلان السابق ديفيد دوك، الذي ترك الحزب الجمهوري وانضم إلى حزب الإصلاح لمساعدة حملة بوكانان. غادر جميع القوميين البيض تقريبا حزب الإصلاح بعد الحملة؛ وفي عام 2004 رشح الحزب اللبناني الأميركي رالف نادر كمرشح رئاسي.

### دخول ترامب السباق
بدأ أنصار فصيل جيسي فنتورا في تشجيع دونالد ترامب على دخول السباق، على الأرجح كبديل لفينتورا، الذي قال إنه لن يفكر في الترشح للرئاسة حتى انتهاء فترة ولايته كحاكم. في 19 أكتوبر 1999، أعلن دونالد ترامب أنه سيتقدم بطلب للظهور في الاقتراع الأولي في كاليفورنيا. في 25 أكتوبر 1999، انضم ترامب إلى حزب الإصلاح. حظيت حملته الانتخابية السابقة بقدر كبير من اهتمام وسائل الإعلام. قال ترامب لكريس ماثيوز في برنامج (Hardball): "لا يتعلق الأمر كثيرًا بحزب الإصلاح، بل يتعلق الأمر بحقيقة أنني أريد أن أجعل الأمر ممكنًا إذا ترشحت وأنفقت الكثير من المال، ويمكنني الفوز بالفعل، ويمكنني التغلب على جهاز الديمقراطيين والجمهوريين". قال لمجلة فورتشن في أوائل يناير 2000: "إذا شعرت أنني أستطيع الفوز فسأترشح. أعتقد أن لدي فرصة جيدة. مهلا، لقد وضعت اسمي على نصف المباني الرئيسية في نيويورك"، قال. "ذهبت إلى كلية وارتون لإدارة الأعمال، وهي المدرسة رقم 1. أنا ذكي. قد يقول بعض الناس إنني ذكي جدًا جدًا جدًا". وأضاف: "من المحتمل جدًا أن أكون أول مرشح رئاسي يترشح ويكسب المال من ذلك".
خلال الانتخابات التمهيدية في كاليفورنيا، حصل على 15311 صوتًا أو 37% من أصوات الإصلاح المدلى بها، مما منحه الصدارة في مجال مكون من خمسة أشخاص. بلغ إجمالي ما حصل عليه 0.3% من إجمالي الأصوات الأولية في كاليفورنيا. وفي نهاية المطاف، انسحب ترامب من الترشح. خلال ظهوره في برنامج (The Today Show)، صرح قائلاً: "إن حزب الإصلاح عبارة عن فوضى عارمة! لديك بوكانان، اليميني المتطرف، ولديك فولاني، الشيوعية، وقد اندمجا... لا أعرف ماذا لديك!"

### الانشقاق
كما دخل الفيزيائي جون هاغلين أيضًا في السباق للحصول على ترشيح حزب الإصلاح. كان هاغلين قد ترشح للرئاسة في عامي 1992 و1996 ضمن قائمة حزب القانون الطبيعي.
خلال حملته الانتخابية لعام 2000، ظهر هاغلين في برامج متعددة، منها: برنامج (Nightline) على قناة ABC (عام 2000)، و(Politically Incorrect) (عام 2000)، و(Meet the Press) على قناة إن بي سي (عام 2000)، و(Larry King Live) على قناة سي إن إن، و(News Hour with Jim Lehrer) على قناة بي بي إس، و(Inside Politics)، و(Hardball with Chris Matthews) على قناة سي إن بي سي، وبرنامج (Washington Journal) على قناة سي-سبان.
في يوليو تم الإعلان عن أن هاغلين وبوكانان سيكونان المرشحين الوحيدين في الاقتراع الأولي. وفي وقت لاحق، اتهم أنصار هاغلين نتائج الانتخابات التمهيدية المفتوحة للحزب، والتي فضلت بوكانان بهامش واسع، بأنها "مُشوهة". ورد بوكانان بأن روس فيرني سمح لحملة هاغلين بإرسال كتيب "أوقفوا بوكانان" باستخدام مظاريف "حزب الإصلاح" الرسمية.
وإلى خيبة أمل العديد من أعضاء حزب الإصلاح، أصبح من الواضح أن حملة هاغلين كانت تهدف إلى دمج حزب القانون الطبيعي، الذي كان يستند إلى تعاليم المعلم الهندوسي ماهاريشي ماهيش يوغي، مع حزب الإصلاح العلماني.[بحاجة لمصدر] في الثاني من أغسطس، نشر موقع بوكانان نسخة من قرار مقترح لدمج الحزبين.
وصل العداء بين الحملتين إلى نقطة الانهيار في مؤتمر الحزب في لونغ بيتش (كاليفورنيا). قام أنصار بوكانان بمنع هاغلين ومندوبيه من دخول المؤتمر. أعلن أنصار هاغلين أن المؤتمر غير شرعي، وأعلنوا عن مؤتمرهم المنافس في مكان قريب، حيث أيدوا جون هاغلين كمرشح رئاسي.
مع وجود شخصين يدعيان أنهما مرشحا لحزب الإصلاح، فسيتعين على المحكمة أن تحدد من سيسمح له بالظهور على ورقة الاقتراع والحصول على مبلغ 12.5 مليون دولار من الأموال المطابقة.

## نتائج الانتخابات التمهيدية بالبريد حسب الولاية
| الولايات التي فاز بها بات بوكانان |
| الولايات التي فاز بها جون هاغلين  |

|                    | بات بوكانان | بات بوكانان | جون هاغلين | جون هاغلين | الهامش | الهامش | إجمالي الولاية | إجمالي الولاية |
| الولاية            | #           | %           | #          | %          | #      | %      | #              |                |
| ------------------ | ----------- | ----------- | ---------- | ---------- | ------ | ------ | -------------- | -------------- |
| ألاباما            | 222         | 79.29       | 58         | 20.71      | 164    | 58.58  | 280            | AL             |
| ألاسكا             | 549         | 79.80       | 139        | 20.20      | 410    | 59.60  | 688            | AK             |
| أريزونا            | 1,042       | 72.77       | 390        | 27.23      | 652    | 45.54  | 1,432          | AZ             |
| أركنساس            | 347         | 80.70       | 83         | 19.30      | 264    | 61.40  | 430            | AR             |
| كاليفورنيا         | 8,166       | 51.95       | 7,554      | 48.05      | 612    | 3.90   | 15,720         | CA             |
| كولورادو           | 571         | 43.69       | 736        | 56.31      | −165   | −12.62 | 1,307          | CO             |
| كونيتيكت           | 557         | 63.44       | 321        | 36.56      | 236    | 26.88  | 878            | CT             |
| ديلاوير            | 125         | 73.10       | 46         | 26.90      | 79     | 46.20  | 171            | DE             |
| واشنطن العاصمة     | 78          | 59.09       | 54         | 40.91      | 24     | 18.18  | 132            | DC             |
| فلوريدا            | 2,806       | 63.93       | 1,583      | 36.07      | 1,223  | 27.86  | 4,389          | FL             |
| جورجيا             | 807         | 73.03       | 298        | 26.97      | 509    | 46.06  | 1,105          | GA             |
| هاواي              | 67          | 35.08       | 124        | 64.92      | −57    | −29.84 | 191            | HI             |
| أيداهو             | 289         | 73.35       | 105        | 26.65      | 184    | 46.70  | 394            | ID             |
| إلينوي             | 1,896       | 79.26       | 496        | 20.74      | 1,400  | 58.52  | 2,392          | IL             |
| إنديانا            | 931         | 77.39       | 272        | 22.61      | 659    | 54.78  | 1,203          | IN             |
| آيوا               | 1,192       | 50.90       | 1,150      | 49.10      | 42     | 1.80   | 2,342          | IA             |
| كانساس             | 663         | 69.21       | 295        | 30.79      | 368    | 38.42  | 958            | KS             |
| كنتاكي             | 571         | 66.24       | 291        | 33.76      | 280    | 32.48  | 862            | KY             |
| لويزيانا           | 472         | 81.66       | 106        | 18.34      | 366    | 63.32  | 578            | LA             |
| مين                | 284         | 58.32       | 203        | 41.68      | 81     | 16.64  | 487            | ME             |
| ماريلاند           | 710         | 54.64       | 369        | 45.36      | 52     | 9.28   | 560            | MD             |
| ماساتشوستس         | 353         | 59.03       | 245        | 40.97      | 108    | 18.06  | 598            | MA             |
| ميشيغان            | 726         | 71.04       | 296        | 28.96      | 430    | 42.08  | 1,022          | MI             |
| مينيسوتا           | 281         | 41.51       | 396        | 58.49      | −115   | −16.98 | 677            | MN             |
| ميسيسيبي           | 63          | 80.77       | 15         | 19.23      | 48     | 61.54  | 78             | MS             |
| ميزوري             | 401         | 72.25       | 154        | 27.75      | 247    | 44.50  | 555            | MO             |
| مونتانا            | 137         | 60.62       | 89         | 39.38      | 48     | 21.24  | 226            | MT             |
| نبراسكا            | 111         | 60.99       | 71         | 39.01      | 40     | 21.98  | 182            | NE             |
| نيفادا             | 235         | 72.53       | 89         | 27.47      | 146    | 45.06  | 324            | NV             |
| نيو هامبشاير       | 173         | 65.53       | 91         | 34.47      | 82     | 31.06  | 264            | NH             |
| نيوجيرسي           | 455         | 75.71       | 146        | 24.29      | 309    | 51.42  | 601            | NJ             |
| نيو مكسيكو         | 123         | 53.02       | 109        | 46.98      | 14     | 6.04   | 232            | NM             |
| نيويورك            | 794         | 69.10       | 355        | 30.90      | 439    | 38.20  | 1,149          | NY             |
| كارولاينا الشمالية | 458         | 61.39       | 288        | 38.61      | 170    | 22.78  | 746            | NC             |
| داكوتا الشمالية    | 136         | 63.85       | 77         | 36.15      | 59     | 27.70  | 213            | ND             |
| أوهايو             | 1,059       | 74.32       | 366        | 25.68      | 693    | 48.64  | 1,425          | OH             |
| أوكلاهوما          | 1,237       | 70.36       | 521        | 29.64      | 521    | 40.72  | 1,758          | OK             |
| أوريغون            | 269         | 65.61       | 141        | 34.39      | 128    | 31.22  | 410            | OR             |
| بنسلفانيا          | 752         | 70.94       | 308        | 29.06      | 444    | 41.88  | 1,060          | PA             |
| رود آيلاند         | 47          | 69.12       | 21         | 30.88      | 26     | 38.24  | 68             | RI             |
| كارولاينا الجنوبية | 552         | 67.15       | 270        | 32.85      | 282    | 34.30  | 822            | SC             |
| داكوتا الجنوبية    | 69          | 68.32       | 32         | 31.68      | 37     | 36.64  | 101            | SD             |
| تينيسي             | 187         | 76.02       | 59         | 23.98      | 128    | 52.04  | 246            | TN             |
| تكساس              | 1,877       | 72.70       | 705        | 27.30      | 1,172  | 45.40  | 2,582          | TX             |
| يوتا               | 88          | 59.86       | 59         | 40.14      | 29     | 19.72  | 147            | UT             |
| فيرمونت            | 31          | 65.96       | 16         | 34.04      | 15     | 31.92  | 47             | VT             |
| فيرجينيا           | 239         | 66.76       | 119        | 33.24      | 120    | 33.52  | 358            | VA             |
| واشنطن             | 272         | 68.86       | 123        | 31.14      | 149    | 37.72  | 395            | WA             |
| فرجينيا الغربية    | 78          | 72.22       | 30         | 27.78      | 48     | 44.44  | 108            | WV             |
| ويسكونسن           | 417         | 71.16       | 169        | 28.84      | 248    | 42.32  | 586            | WI             |
| وايومنغ            | 254         | 55.46       | 204        | 44.54      | 50     | 10.92  | 458            | WY             |
| المجموع:           | 32,145      | 65.25       | 17,121     | 34.75      | 15,024 | 30.50  | 49,266         | US             |

## ما بعد المؤتمر
في نهاية المطاف، عندما حكمت لجنة الانتخابات الفيدرالية بأن بوكانان سوف يحصل على وضع الاقتراع كمرشح الإصلاح، فضلاً عن حوالي 12.6 مليون دولار من أموال الحملة الفيدرالية التي تم تأمينها من خلال أداء روس بيرو في انتخابات عام 1996، فاز بوكانان بالترشيح. في خطاب قبوله، اقترح بوكانان انسحاب الولايات المتحدة من الأمم المتحدة وطرد الأمم المتحدة من نيويورك، وإلغاء مصلحة الضرائب الداخلية، ووزارة التعليم، ووزارة الطاقة، ووزارة الإسكان والتنمية الحضرية، والضرائب على الميراث ومكاسب رأس المال، وبرامج التمييز الإيجابي.
اختار بوكانان الناشطة الأمريكية من أصل إفريقي والمعلمة المتقاعدة من لوس أنجلوس، إيزولا فوستر، لتكون نائبته. وقد حظي بوكانان بدعم في هذه الانتخابات التي خاضها المرشح الرئاسي المستقبلي للحزب الاشتراكي الأمريكي برايان مور، الذي قال في عام 2008 إنه دعم بوكانان في عام 2000 لأنه "كان يؤيد التجارة العادلة على التجارة الحرة. وكان لديه بعض المواقف التقدمية التي اعتقدت أنها ستكون مفيدة للرجل العادي". وفي 19 أغسطس، اختار حزب الحق في الحياة في نيويورك، في مؤتمره، بوكانان كمرشح لهم، حيث صوتت لصالحه 90% من الدوائر الانتخابية.
في الثاني من نوفمبر، أيد مؤسس الحزب روس بيرو ترشيح الجمهوري جورج دبليو بوش للرئاسة.
ولم يتمكن حزب الإصلاح من التعافي أبداً من الكارثة التي لحقت به في عام 2000. غادر العديد من الأعضاء القدامى، واستنفدت أموال الحزب، وتلطخت سمعته بشدة. في يوم الانتخابات، حصل بات بوكانان على 448,895 صوتًا فقط، وبالتالي خسر حزب الإصلاح إمكانية الوصول إلى صناديق الاقتراع في معظم الولايات. وعاد بوكانان إلى الحزب الجمهوري في عام 2001. خلال دورة الانتخابات لعام 2004، رشح حزب الإصلاح رالف نادر على أمل التحرر من وصف "مُناهض للإجهاض" الذي أطلقه عليهم بوكانان. في عام 2008، أصبح تيد ويل، الذي كان منتقداً لبيوكانان، مرشح الحزب لمنصب الرئيس. انضم دونالد ترامب إلى الحزب الديمقراطي في عام 2001، وتركه في عام 2009 وظل مستقلاً حتى عام 2012 عندما عاد إلى الحزب الجمهوري، سعياً للحصول على ترشيح الحزب للرئاسة في الانتخابات الرئاسية لعام 2016 وأصبح الرئيس الخامس والأربعين للولايات المتحدة. بعد خسارته أمام جو بايدن في الانتخابات الرئاسية لعام 2020، سعى ترامب أيضًا إلى إعادة ترشيح الحزب لمنصب الرئيس في الانتخابات الرئاسية لعام 2024 وأصبح الرئيس السابع والأربعين للولايات المتحدة.

## المُرشّحون

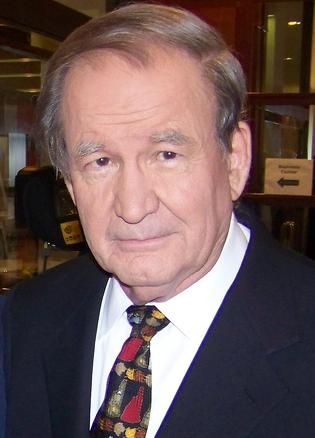
مدير الاتصالات السابق للبيت الأبيض بات بوكانان من فرجينيا
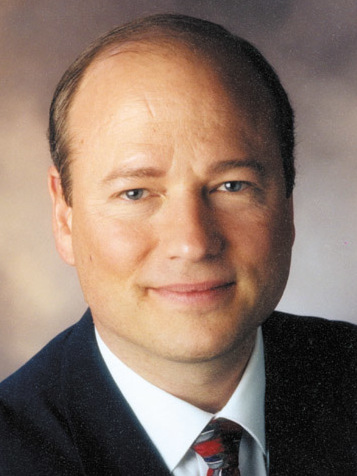
الفيزيائي جون هاغلين من آيوا
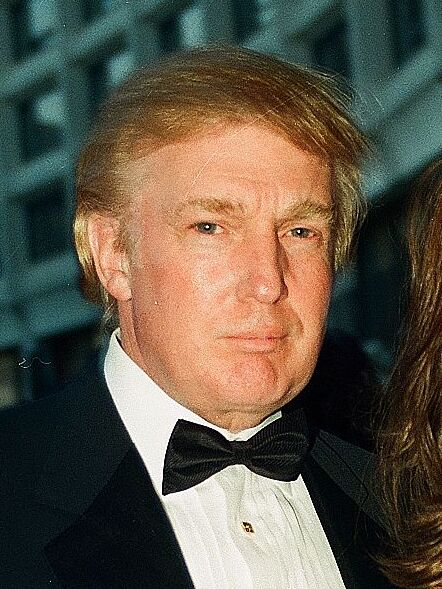
رجل الأعمال دونالد ترامب من نيويورك (الحملة الرئاسية) انسحب في 14 فبراير 2000

### رفض الترشح

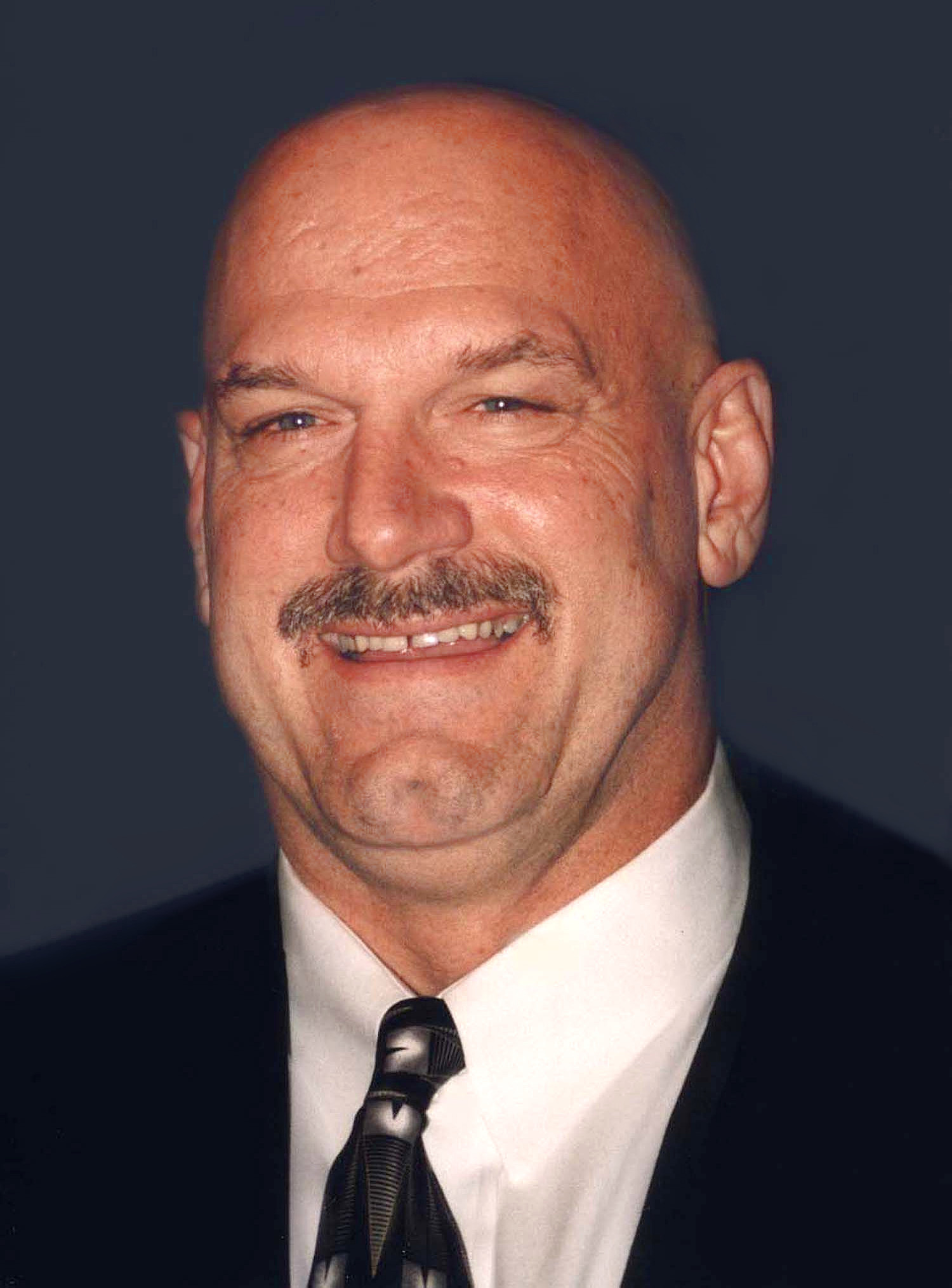
الحاكم جيسي فنتورا من ولاية مينيسوتا
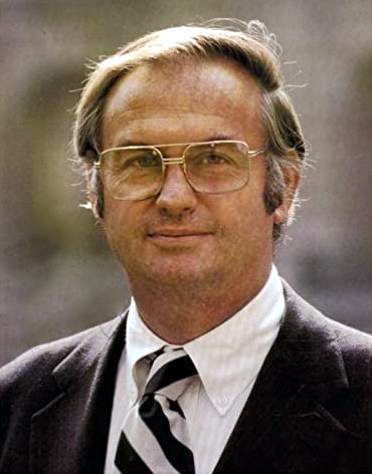
الحاكم السابق لويل ويكر من ولاية كونيتيكت
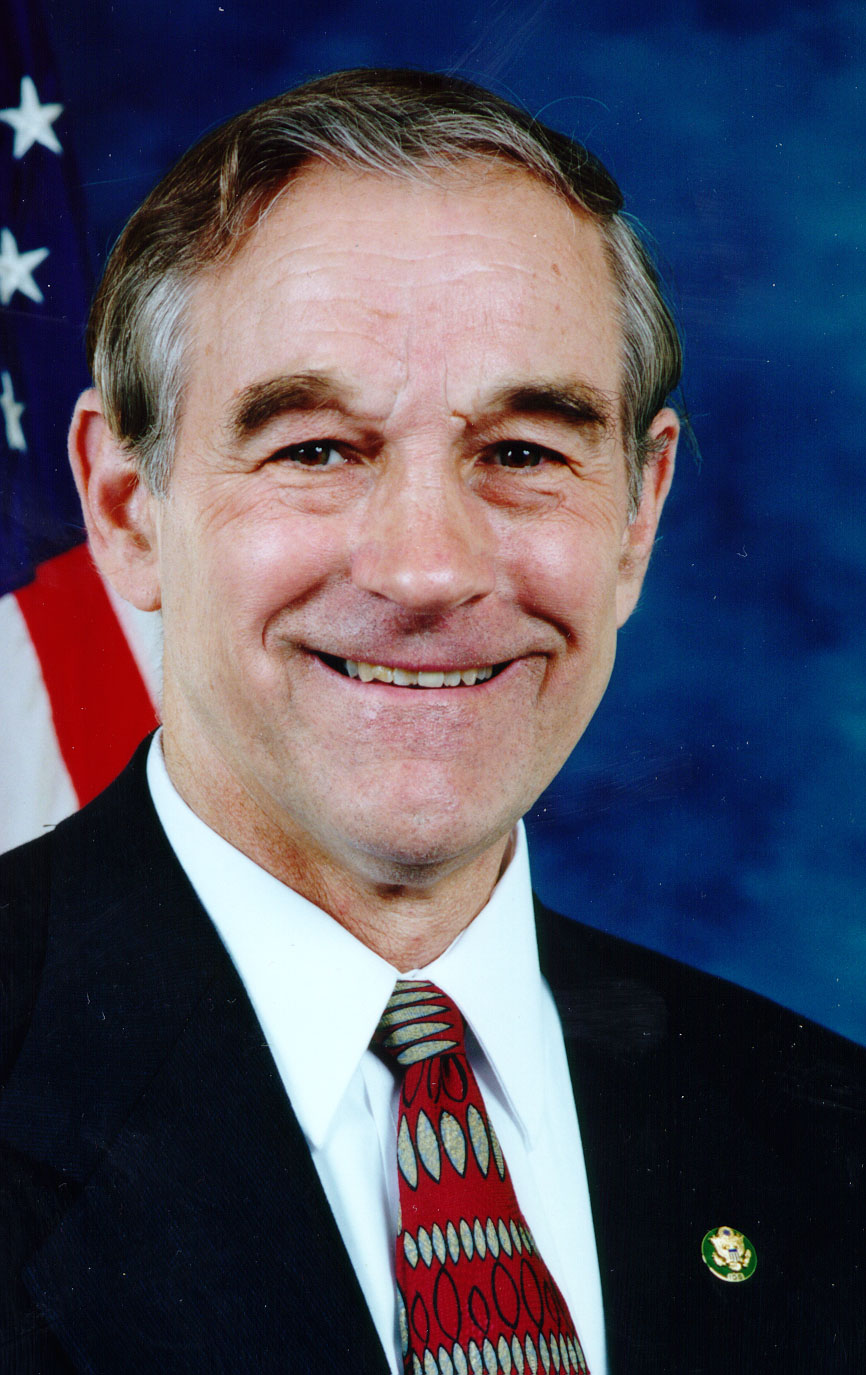
النائب رون بول من تكساس
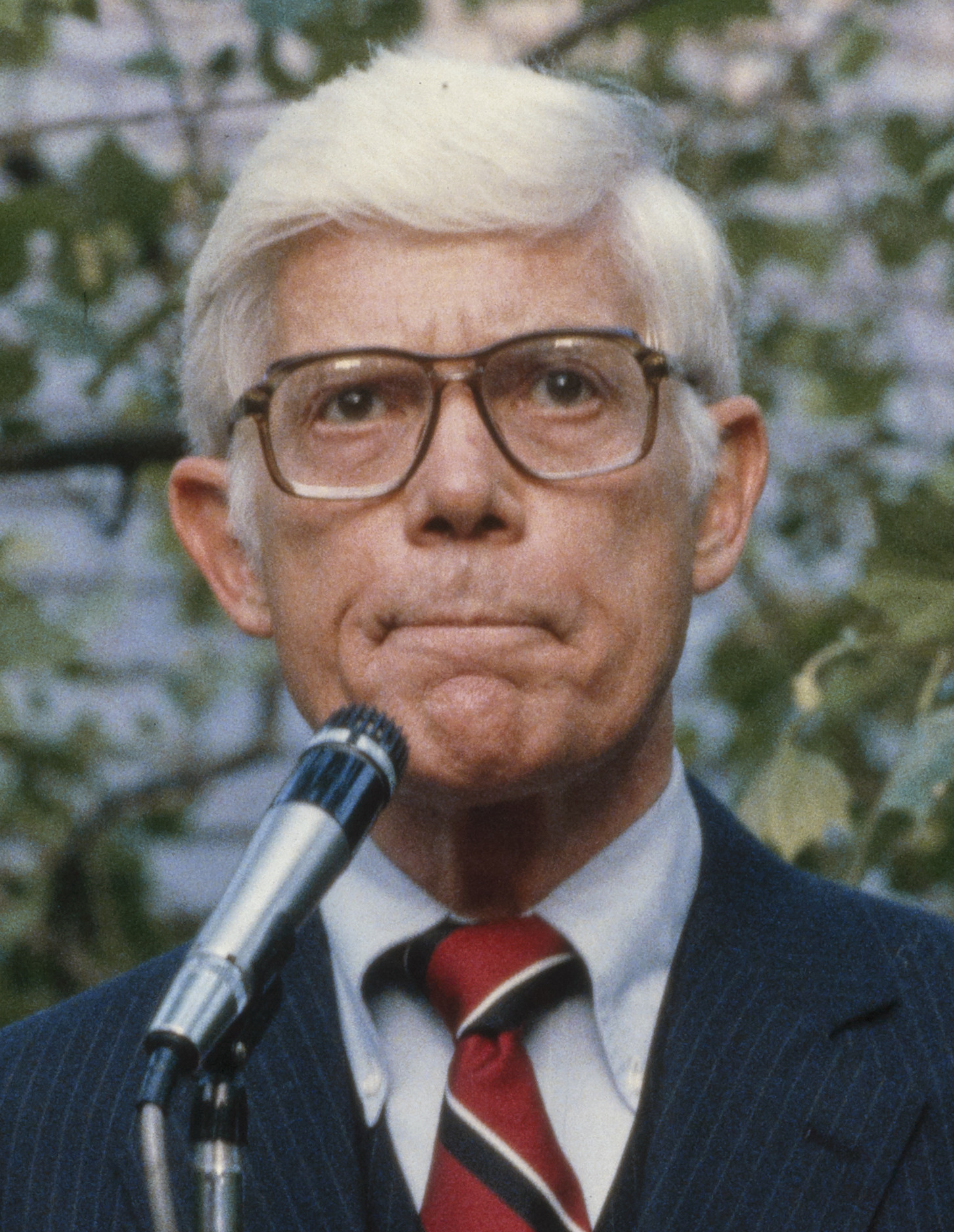
النائب السابق جون بي. أندرسون من إلينوي
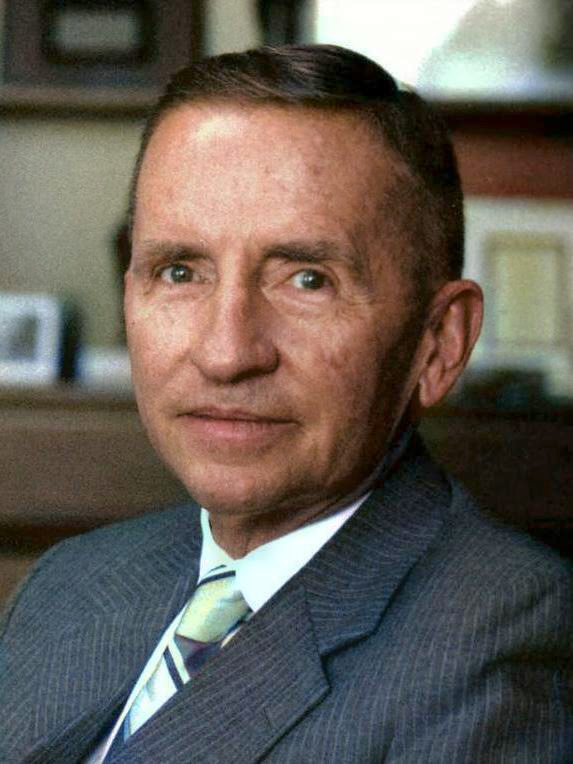
الملياردير ومؤسس الحزب والمرشح الرئاسي لعام 1996 روس بيرو من تكساس
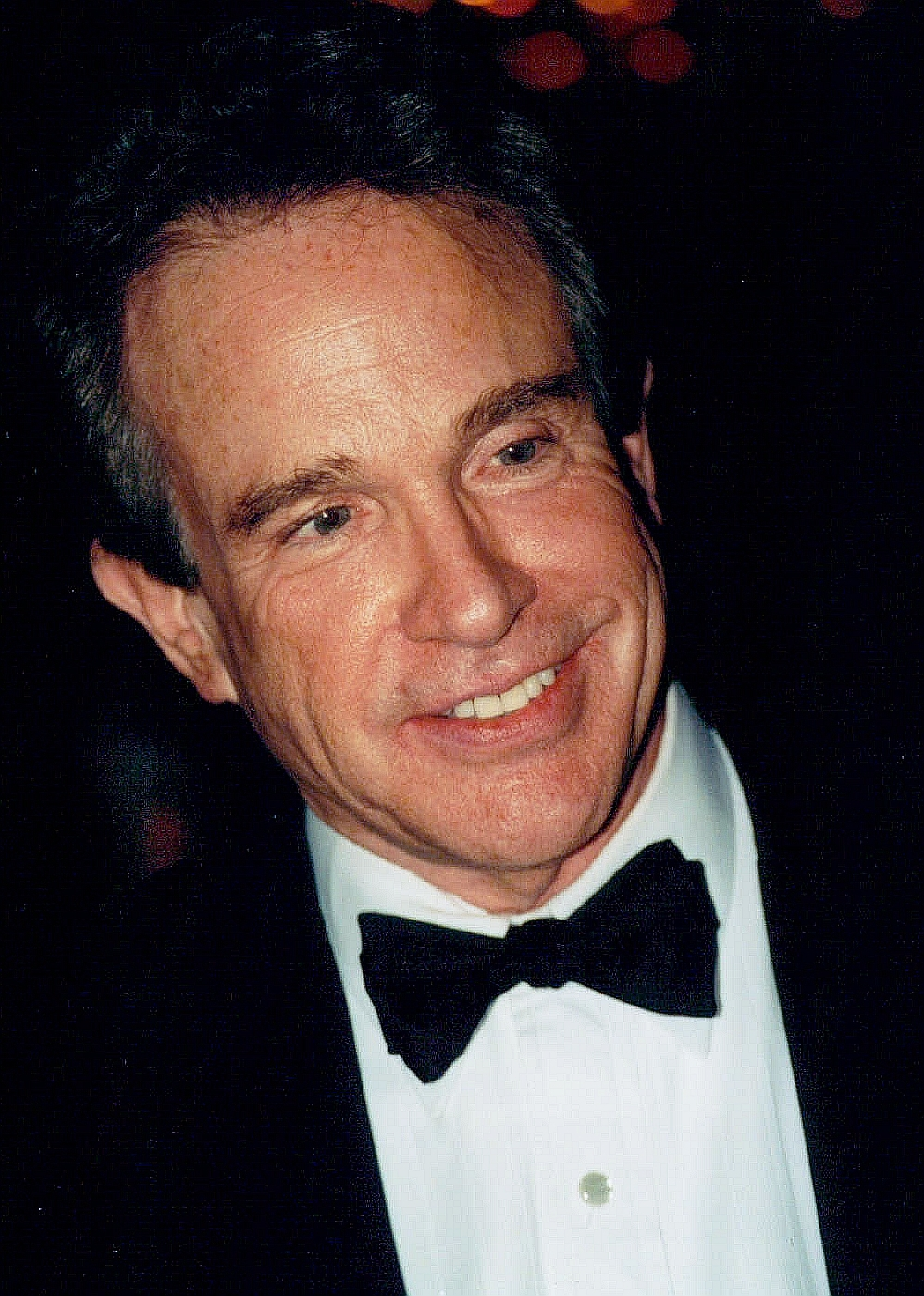
الممثل والمخرج وارن بيتي من فرجينيا
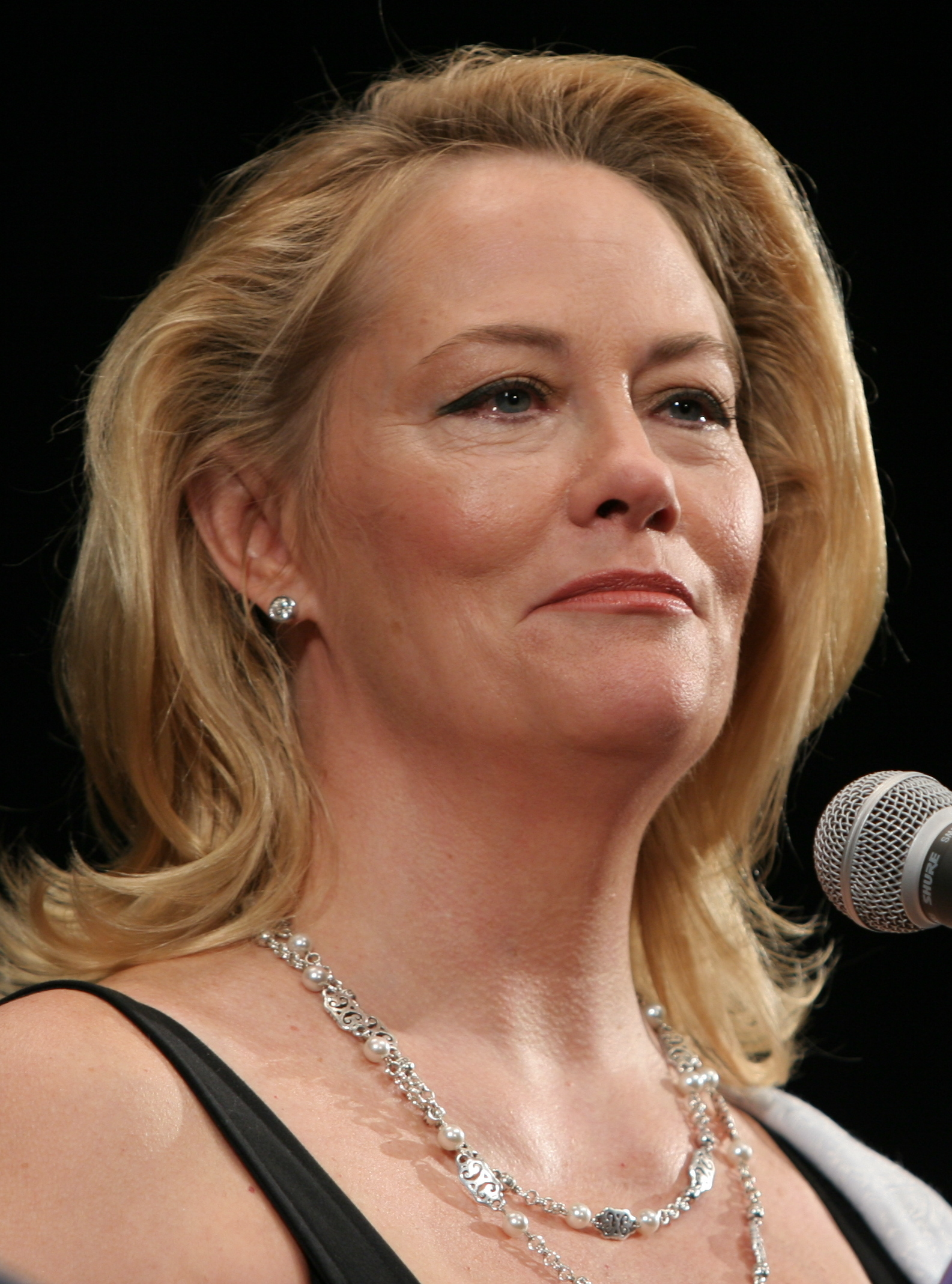
الممثلة سيبيل شيبيرد من تينيسي